# Riau
Riau is een provincie op Sumatra, Indonesië. De provincie omvat naast vier van de grootste rivieren van Sumatra ook het grootste oppervlak aan tropisch regenwoud van het eiland. De provincie heeft ook de meest productieve olievelden van Indonesië, goed voor de helft van de totale opbrengst van het land. De hoofdstad van Riau is Pekanbaru.

## Bestuurlijke indeling
De provincie is onderverdeeld in twee stadsgemeenten (kota) en 10 regentschappen (kabupaten):
Steden
- Dumai
- Pekanbaru (hoofdstad)

Regentschappen
- Bengkalis
- Indragiri Hilir (Neder-Indragiri)
- Indragiri Hulu (Opper-Indragiri)
- Kampar
- Kepulauan Meranti (Meranti-eilanden)
- Kuantan Singingi
- Pelalawan
- Rokan Hilir (Neder-Rokan)
- Rokan Hulu (Opper-Rokan)
- Siak

## Het vasteland van Riau
Het vasteland van Riau bestaat uit dichtbebost laagland, gevormd door de slibafzettingen van de rivieren Rokan, Siak, Kampar en Inderagiri. Het gebied is door de slechte afwatering niet erg geschikt voor landbouw. In nederzettingen langs de rivieren wonen slechts twee miljoen mensen, Maleiers en migranten uit Java en Kalimantan.
Op het vasteland van Riau vindt men reusachtige regenwouden, die echter bedreigd worden door houtkap en plantages. De regenwouden zijn een toevluchtsoord voor wilde dieren en er leven nog steeds olifanten, tijgers en zeldzame Sumatraanse neushoorns.

## Geschiedenis
Vroeger werd de naam Riau alleen gebruikt voor de eilandengroep die de toegang tot de Straat van Malakka ten westen en zuiden van Singapore afschermt. In 1958 werd de toenmalige provincie Centraal-Sumatra, bestaande uit het huidige Jambi, West-Sumatra en Riau, opgedeeld. Een nieuwe provincie met de naam Riau werd gecreëerd. De provincie bestond toen naast een groot deel van het Sumatraanse vasteland uit de Riouwarchipel (Kepulauan Riau), de aangrenzende Lingga-archipel (Kepulauan Lingga) en enkele honderden meer afgelegen eilanden in de Zuidchinese Zee (de Anambas-, Natuna-, Serasan- en Tambelangroepen).
In 2004 is de Riouwarchipel een aparte provincie geworden.

## Geboren
- Jan Mallinckrodt (1886-1951), Nederlands militair

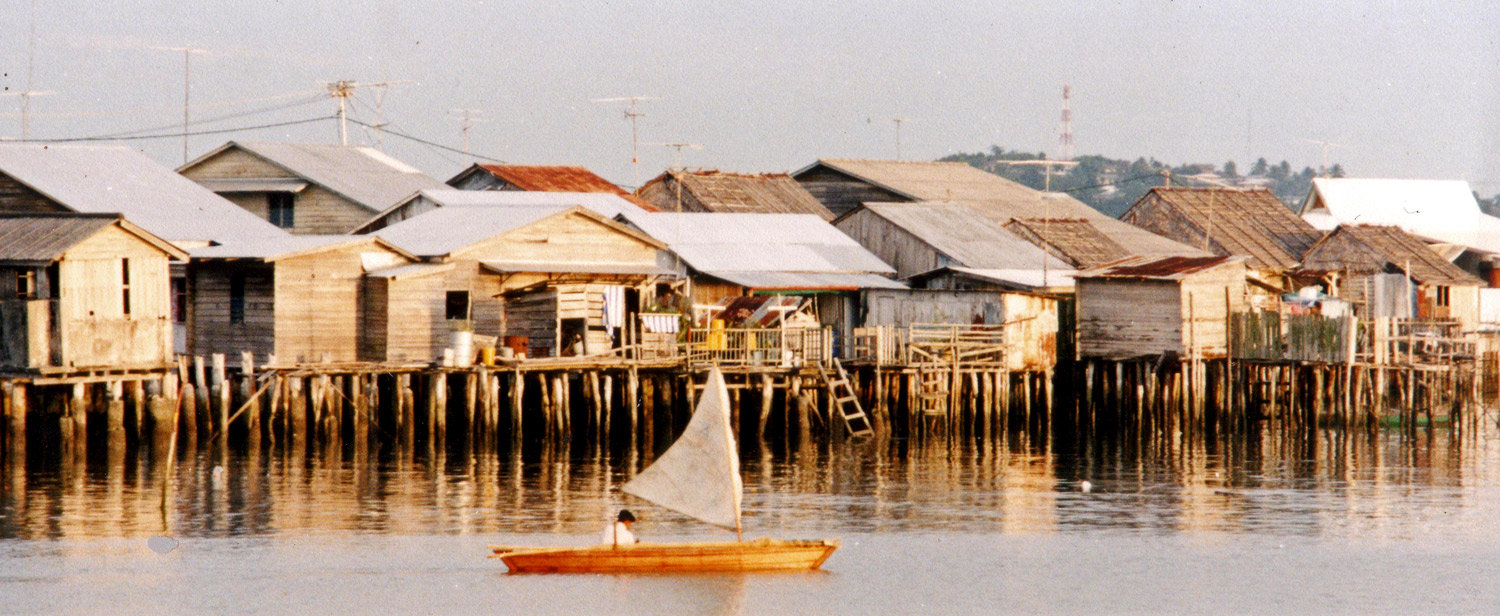
Het dorp Senggarang
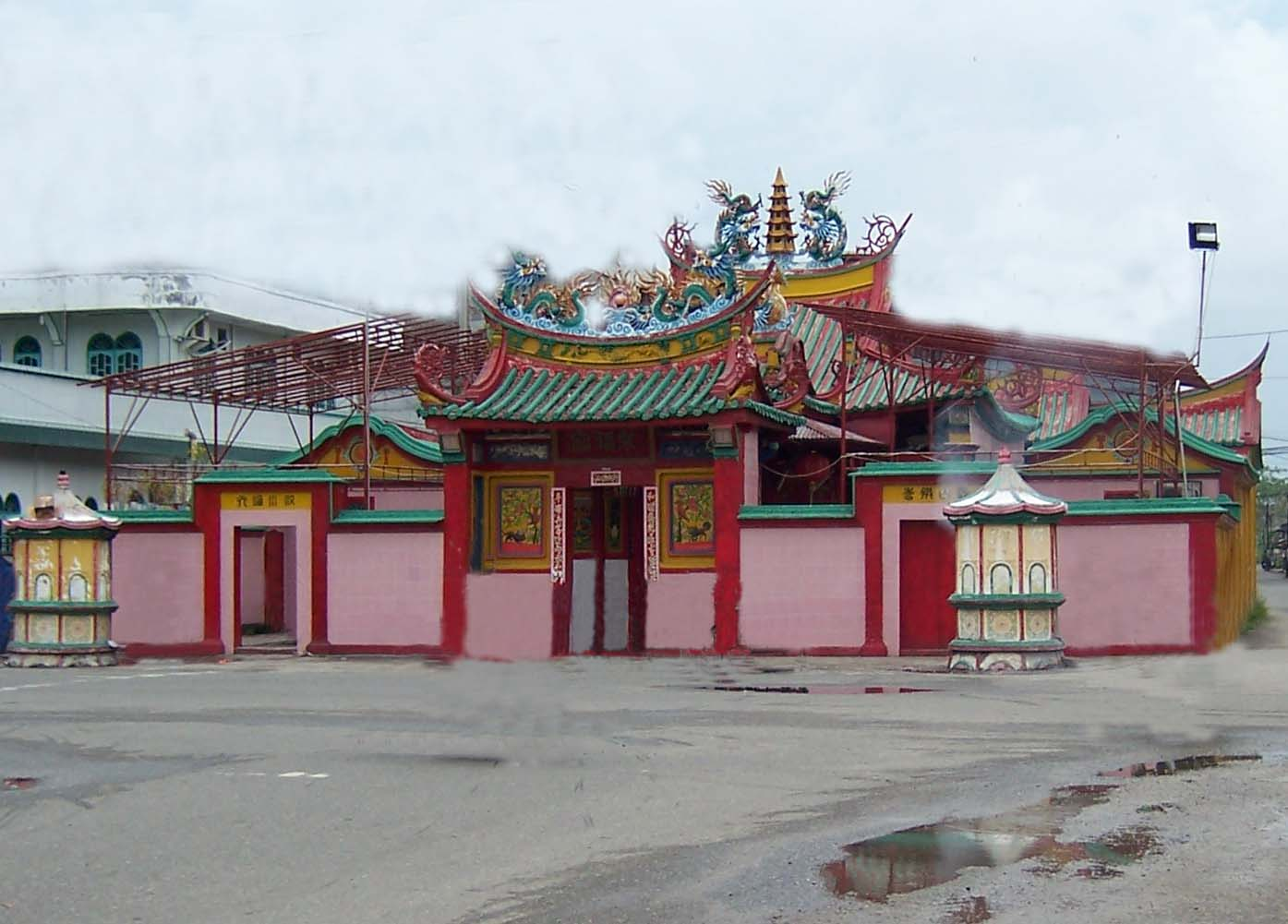
Tempel in Bagansiapiapi
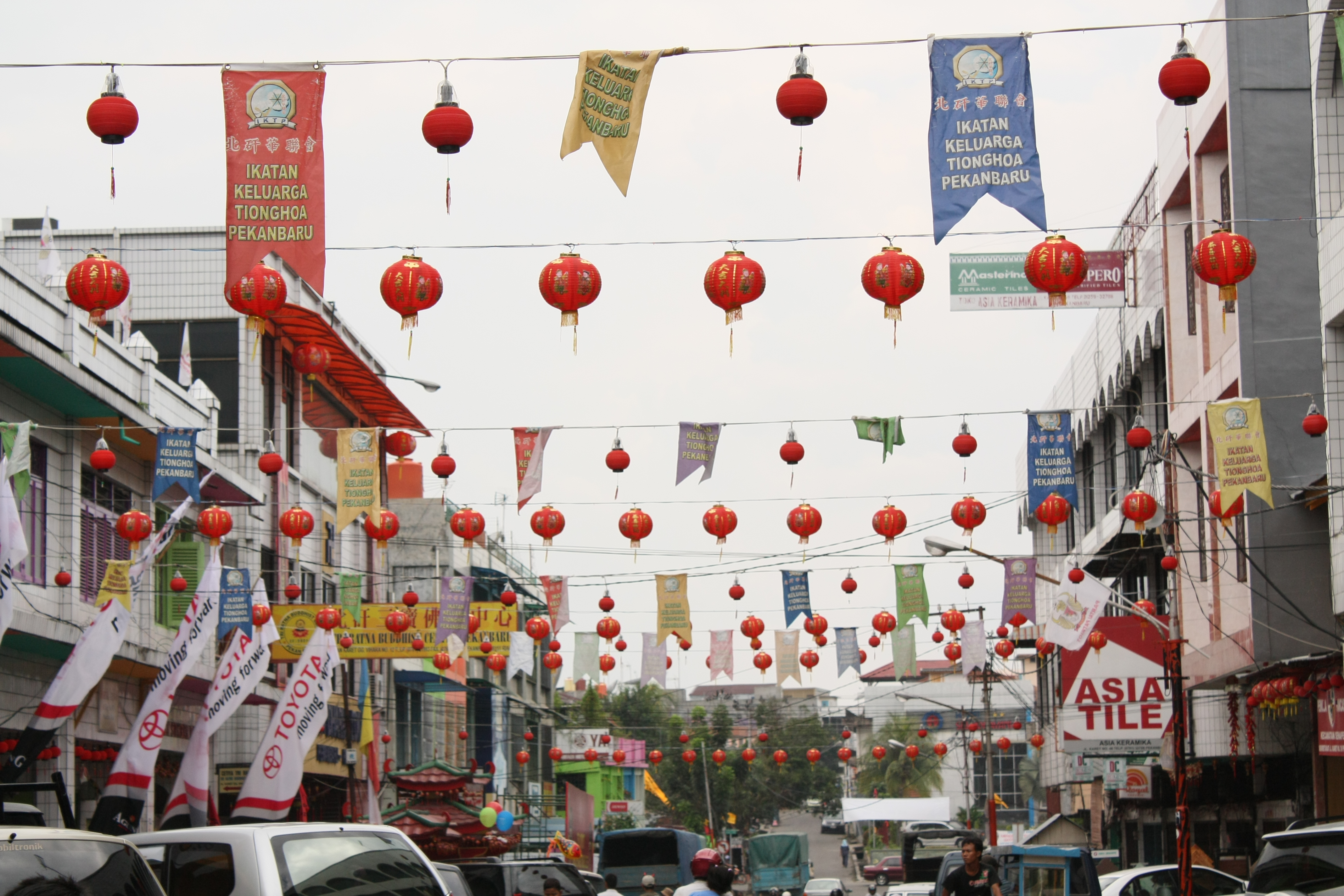
Lantaarns in Pekanbaru
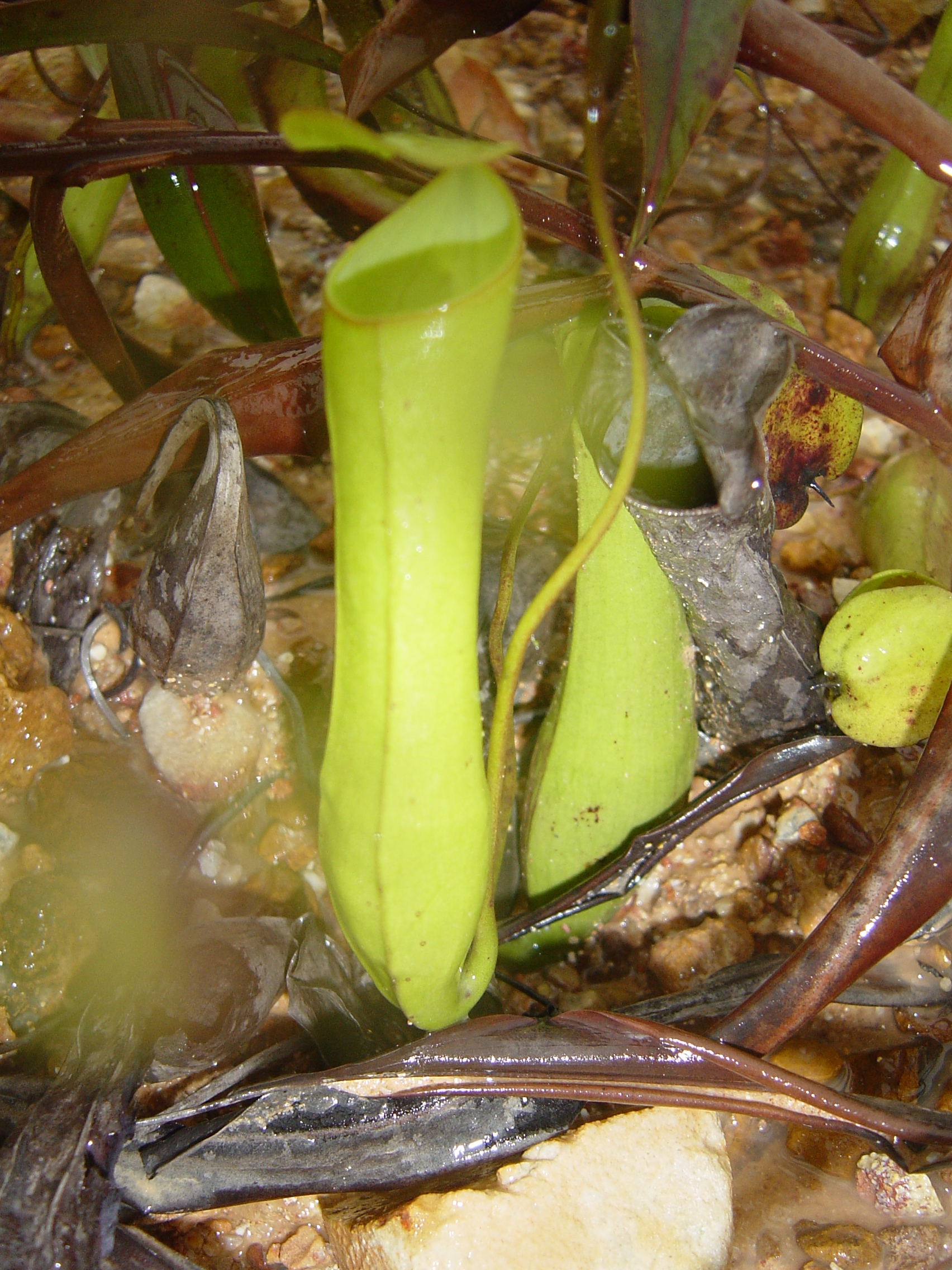
Bekerplant op Galang (Nepenthes gracilis)

Stadsgemeenten: Dumai · Pekanbaru

Regentschappen: Bengkalis · Indragiri Hilir · Indragiri Hulu · Kampar · Kepulauan Meranti · Kuantan Singingi · Pelalawan · Rokan Hilir · Rokan Hulu · Siak